# Tình yêu chia cắt chúng ta
Tình yêu chia cắt chúng ta (Hán tự: 我想和你好好的, bính âm: Wo Xiang He Ni Hao Hao De) có tên tiếng Anh chính thức là "Love Will Tear Us Apart", là phim điện ảnh tình cảm hiện đại Trung Quốc công chiếu năm 2013 với sự tham gia diễn xuất của Phùng Thiệu Phong và Nghê Ni.

## Nội dung chính
Bộ phim kể về câu chuyện tình yêu của đôi nam nữ chốn đô thị, kéo dài cả một thập kỷ giữa bao lần sinh - tử, với chủ đề "Ái tình sinh ra từ khổ đau". Trong một dịp tình cờ, anh chàng nhân viên văn phòng Tưởng Lượng Lượng (Phùng Thiệu Phong đóng) gặp nữ diễn viên trẻ Miêu Miêu (Nghê Ni đóng). Tính cách dịu dàng tinh tế của Miêu Miêu khiến cả hai rơi vào mối tình vô cùng ngọt ngào. Hai người nhanh chóng sống chung với nhau. Nhưng từ khi Lượng Lượng gặp lại bạn gái cũ vào buổi tối, có tin nhắn mờ ám với nữ đồng nghiệp, lại cùng bạn bè đi club nửa đêm, đã khiến Miêu Miêu cảm thấy bất an. Cô dùng mọi cách để để khống chế hành tung của Lượng Lượng, khiến anh không thể nào chấp nhận. Cuối cùng, Miêu Miêu đã biến mất cùng với tình yêu điên cuồng của mình. 10 năm sau, vào một buổi sáng, Lượng Lượng nhận được một cú điện thoại...

## Diễn viên
- Phùng Thiệu Phong vai Tưởng Lượng Lượng
- Nghê Ni vai Miêu Miêu
- Nữu Bảo Bình vai Tiểu Hắc
- Chu Đức Hoa vai Phì Hi
- Mã Tư Sắt vai Du Du
- Quách Hiểu Tiểu vai Phú Nhị Đại

## Đón nhận
- Tình yêu chia cắt chúng ta được chấm 5,8 trên Douban và nhận được nhiều phản ứng trái chiều của khán giả. Chỉ 29% người dùng cung cấp phản hồi tích cực và 32% cung cấp phản hồi tiêu cực. Một số khán giả coi tương tác của các nhân vật chính là phóng đại quá mức, nhưng cũng có một quan điểm trái ngược, theo đó khán giả cho rằng bộ phim này phản ánh các mối quan hệ của chính họ một cách trung thực.[2]
- Derek Elley từ Film Asia Business chấm điểm 8/10 cho phim. Ông gọi bộ phim là "sự kết hợp của hóa học dẫn dắt tuyệt vời, một kịch bản được xây dựng khéo léo với đầy đủ các đoạn hội thoại hấp dẫn, và sự mượt mà về mặt kỹ thuật của toàn bộ đã nâng tầm bộ phim".[3]

## Doanh thu phòng vé
Trong tuần đầu tiên, bộ phim đã thu về 33 triệu NDT, tuần thứ 2 thu được 39,7 triệu NDT, tuần thứ 3 là 12,2 triệu NDT. Doanh thu trong 3 tuần là 84,9 triệu NDT, tổng doanh thu tính đến ngày 3/11/2013 là 87,68 triệu NDT (xấp xỉ 13,69 triệu USD).

## Thông tin ngoài
- Khi đóng bộ phim này, ngoài đời, Phùng Thiệu Phong và Nghê Ni cũng là một đôi tình nhân. Họ nhận lời đóng phim sau khi tuyên bố hẹn hò được 1 tháng.
- Bộ phim còn quay một số cảnh ở Thái Lan.
- Ngày 3/7/2013, bộ phim đã bị phát tán rộng rãi trên mạng.